# Sprinteuropamästerskapen i kanotsport 2005
Sprinteuropamästerskapen i kanotsport 2005 anordnades i Poznań, Polen. 

## Medaljsummering

### Medaljtabell

#### Kanot och kajak
| Pl. | Nation                 | Guld | Silver | Brons | Totalt |
| --- | ---------------------- | ---- | ------ | ----- | ------ |
| 1   | Tyskland               | 10   | 5      | 7     | 22     |
| 2   | Ungern                 | 6    | 7      | 2     | 15     |
| 3   | Polen                  | 2    | 5      | 5     | 12     |
| 4   | Ryssland               | 2    | 3      | 1     | 6      |
| 5   | Rumänien               | 2    | 1      | 3     | 6      |
| 6   | Slovakien              | 1    | 2      | 0     | 3      |
| 7   | Tjeckien               | 1    | 1      | 1     | 3      |
| 8   | Belarus                | 1    | 0      | 1     | 2      |
| 9   | Spanien                | 1    | 0      | 0     | 1      |
| 9   | Norge                  | 1    | 0      | 0     | 1      |
| 11  | Sverige                | 0    | 1      | 1     | 2      |
| 12  | Ukraina                | 0    | 1      | 0     | 1      |
| 12  | Danmark                | 0    | 1      | 0     | 1      |
| 14  | Finland                | 0    | 0      | 2     | 2      |
| 15  | Serbien och Montenegro | 0    | 0      | 1     | 1      |
| 15  | Portugal               | 0    | 0      | 1     | 1      |
| 15  | Frankrike              | 0    | 0      | 1     | 1      |
| 15  | Kroatien               | 0    | 0      | 1     | 1      |

### Herrar
| Gren      | Guld                                                                          | Tid      | Silver                                                                       | Tid      | Brons                                                               | Tid      |
| C-1 200m  | Maxim Opalev                                                                  | 40,164   | Valentyn Demjanenko                                                          | 40,266   | Paweł Baraszkiewicz                                                 | 40,968   |
| C-1 500m  | Maxim Opalev                                                                  | 1:48:450 | Paweł Baraszkiewicz                                                          | 1:48,480 | Andreas Dittmer                                                     | 1:48,564 |
| C-1 1000m | Andreas Dittmer                                                               | 3:49,686 | Maxim Opalev                                                                 | 3:52,218 | Aliaksandr Zjukouski                                                | 3:54,906 |
| C-2 200m  | Tyskland Tomasz Wylenzek Christian Gille                                      | 37,619   | Ryssland Nikolai Lipkin Evgenj Ignatov                                       | 37,757   | Ungern Gergely Kovács Attila Bozsik                                 | 37,901   |
| C-2 500m  | Tyskland Tomasz Wylenzek Christian Gille                                      | 1:41,667 | Polen Michał Śliwiński Łukasz Woszczyński                                    | 1:42,267 | Ryssland Alexander Kovalev Alexander Kostoglod                      | 1:43,173 |
| C-2 1000m | Tyskland Tomasz Wylenzek Christian Gille                                      | 3:31,336 | Ungern György Kolonics György Kozmann                                        | 3:33,676 | Polen Paweł Skowroński Roman Rynkiewicz                             | 3:34,030 |
| C-4 200m  | Tjeckien Petr Procházka Petr Fuksa Petr Netušil Jan Břečka                    | 34,680   | Ryssland Alexander Kovalev Alexander Kostoglod Roman Krugljakov Maxim Opalev | 34,874   | Tyskland Thomas Lück Robert Nuck Stefan Holtz Stephan Breuing       | 34,988   |
| C-4 500m  | Rumänien Silviu Simiocencu Loredan Popa Florin Popescu Josif Chirlǎ           | 1:33,057 | Polen Adam Ginter Michał Gajownik Andrzej Jezierski Roman Rynkiewicz         | 1:33,897 | Tyskland Thomas Lück Stephan Breuing Robert Nuck Stefan Holtz       | 1:34,899 |
| C-4 1000m | Tyskland Thomas Lück Stephan Breuing Stefan Holtz Robert Nuck                 | 3:17,096 | Polen Wojciech Tyszynski Andrzej Jezierski Arkadiusz Tonski Michał Gajownik  | 3:17,714 | Rumänien Constantin Popa Petre Condrat Florin Mironcic Loredan Popa | 3:17,972 |
| K-1 200m  | Carlos Pérez Rial                                                             | 36,098   | Gergely Boros                                                                | 36,374   | Kimmo Latvamaki                                                     | 36,470   |
| K-1 500m  | Ákos Vereckei                                                                 | 1:38,493 | Lutz Altepost                                                                | 1:39,123 | Stjepan Janic                                                       | 1:39,333 |
| K-1 1000m | Eirik Verås Larsen                                                            | 3:27,274 | Zoltán Benkő                                                                 | 3:28,426 | Emanuel Silva                                                       | 3:29,674 |
| K-2 200m  | Polen Adam Wysocki Marek Twardowski                                           | 32,974   | Tyskland Tim Wieskötter Ronald Rauhe                                         | 33,016   | Serbien och Montenegro Dragan Zorić Ognjen Filipović                | 33,304   |
| K-2 500m  | Tyskland Ronald Rauhe Tim Wieskötter                                          | 1:28,860 | Polen Marek Twardowski Adam Wysocki                                          | 1:29,268 | Ungern Gábor Kucsera Zoltán Kammerer                                | 1:30,312 |
| K-2 1000m | Rumänien Ionuţ Anghel Marian Sevici                                           | 3:12,417 | Ungern Roland Kökény Gábor Kucsera                                           | 3:13,515 | Tyskland Marco Herszel Andreas Ihle                                 | 3:14,379 |
| K-4 200m  | Ungern Gergely Gyertyános Balázs Babella István Beé Viktor Kadler             | 30,673   | Tjeckien Filip Svab Pavel Holubar Svatopluk Batka Jan Sterba                 | 30,907   | Tyskland Björn Bach Jonas Ems Norman Brockl Björn Goldschmidt       | 31,051   |
| K-4 500m  | Belarus Vadzim Machneu Aliaksei Abalmasau Dziamjan Turtjyn Raman Piatrusjenka | 1:21,315 | Slovakien Michal Riszdorfer Juraj Tarr Andrej Wiebauer Róbert Erban          | 1:21,597 | Rumänien Marian Baban Stefan Vasile Alin Anton Florean Mada         | 1:22,353 |
| K-4 1000m | Slovakien Michal Riszdorfer Róbert Erban Erik Vlček Richard Riszdorfer        | 2:49,875 | Rumänien Florean Mada Alin Anton Marian Baban Stefan Vasile                  | 2:51,015 | Polen Marek Twardowski Adam Wysocki Tomasz Mendelski Paweł Baumann  | 2:52,035 |

### Damer
| Gren      | Guld                                                                              | Tid      | Silver                                                                | Tid      | Brons                                                                                | Tid      |
| K-1 200m  | Szilvia Szabó                                                                     | 41,892   | Conny Waßmuth                                                         | 42,228   | Jenni Honkanen                                                                       | 42,360   |
| K-1 500m  | Nicole Reinhardt                                                                  | 1:51,946 | Erzsébet Viski                                                        | 1:52,138 | Karolina Głażewska                                                                   | 1:52,486 |
| K-1 1000m | Katrin Wagner-Augustin                                                            | 3:58,646 | Sofia Paldanius                                                       | 3:59,336 | Michaela Strnadová                                                                   | 3:59,858 |
| K-2 200m  | Ungern Nataša Janić Katalin Kovács                                                | 37,392   | Slovakien Martina Kohlová Ivana Kmetová                               | 38,239   | Tyskland Fanny Fischer Birgit Fischer                                                | 38,388   |
| K-2 500m  | Ungern Katalin Kovács Nataša Janić                                                | 1:41,959 | Tyskland Maike Nollen Nadine Opgen-Rhein                              | 1:44,275 | Frankrike Marie Delattre Anne-Laure Viard                                            | 1:44,515 |
| K-2 1000m | Ungern Nataša Janić Katalin Kovács                                                | 3:36,171 | Danmark Mette Barfod Anne Lolk Thomsen                                | 3:37,131 | Tyskland Maike Nollen Nadine Opgen-Rhein                                             | 3:37,305 |
| K-4 200m  | Tyskland Judith Hörmann Nicole Reinhardt Carolin Leonhardt Katrin Wagner-Augustin | 34,987   | Ungern Krisztina Fazekas Tímea Paksy Melinda Patyi Erzsébet Viski     | 35,113   | Sverige Anna Karlsson Josefin Nordlöw Sofia Paldanius Karin Johansson                | 35,767   |
| K-4 500m  | Tyskland Judith Hörmann Katrin Wagner-Augustin Carolin Leonhardt Conny Waßmuth    | 1:33,530 | Ungern Tímea Paksy Dalma Benedek Szilvia Szabó Kinga Bóta             | 1:34,292 | Polen Beata Mikołajczyk Małgorzata Chojnaczka Aneta Konieczna Małgorzata Czajczyńska | 1:34,730 |
| K-4 1000m | Polen Beata Mikołajczyk Iwona Pyzalska Aneta Białkowska Edyta Dzieniszewska       | 3:15,129 | Tyskland Maren Knebel Birgit Fischer Judith Hörmann Carolin Leonhardt | 3:15,717 | Rumänien Florica Vulpeș Lidia Talpă Mariana Ciobanu Alina Platon                     | 3:17,313 |